# 沪襄高速动车组列车
沪襄高速动车组列车是中国铁路运行于直辖市上海市上海虹桥站至湖北省襄阳市襄阳东站间的高速动车组列车，现每天开行1对列车，客运里程1092公里，途经上海市、江苏省、安徽省、湖北省一市三省，列车客运乘务由武汉局集团襄阳客运段担当。其中上海虹桥站至襄阳东站运行6小时43分，使用车次为G1768/1769次；襄阳东站至上海虹桥站运行7小时3分，使用车次为G1770/1767次。

## 历史
2020年9月1日，原上海虹桥~汉口G1768/1769、G1770/1767次列车延长至襄阳东站始发终到。

## 使用列车
本对列车使用配属武汉局集团襄阳动车运用所的CRH380AL。